# Никитин, Аркадий Васильевич
Арка́дий Васи́льевич Ники́тин (1914, Москва — 1987, Москва) — советский археолог, кандидат исторических наук, сотрудник Института археологии АН СССР, выдающийся исследователь археологических памятников Вологодской области. Участник Великой Отечественной войны.

## Биография
Родился в Москве в 1914 году.
В 1938 году впервые принял участие в археологических раскопках в составе Новгородской экспедиции под руководством А. В. Арциховского (1902—1978). В 1940—1941 числился лаборантом Института истории материальной культуры (ИИМК). В первые же дни после начала Великой Отечественной войны записался в Народное ополчение г. Москвы. Прошёл красноармейцем (рядовым) всю войну, до мая 1945 года, служил на Центральном, Втором Белорусском и Третьем Белорусском фронтах.
После демобилизации и окончания исторического факультета МГУ работал научным сотрудником в Институте истории материальной культуры Академии наук СССР (ныне Институт археологии РАН). Изучал историю заселения Русского Севера, население Севера X–XVI вв., материальную культуру и ремесло XVI–XVII веков (особенно кузнечное).
Отдельной темой, вызывавшей особый интерес учёного, стало изучение крепостных сооружений Средневековья. Его кандидатская диссертации была посвящена оборонительным сооружения Засечной черты XVI—XVII веков.

## Память
Фотопортрет А. В. Никитина периода войны находится в здании Института археологии РАН на Доске почёта ветеранов-фронтовиков (Москва, ул. Кржижановского, д. 14, корп. 2).

## Основные труды
Диссертация
- Никитин А. В. Оборонительные сооружения Засечной черты XVI—XVII веков: Дисс… канд. ист. наук. — М., 1954.

Книги
- Никитин А. В. Русское кузнечное ремесло XVI-XVII вв. / Под общ. ред. акад. Б. А. Рыбакова; АН СССР. Ин-т археологии. — М.: Наука, 1971. — 84 с. — (Археология СССР. Свод археологических источников; Вып. Е1-34). — 1200 экз.

Статьи
- Раскопки в Вологде в 1948 г. // КСИИМК. Вып. 52. 1953. С. 99—105.
- Оборонительные сооружения Засечной черты XVI–XVII вв. // Материалы и исследования по археологии Москвы. М., 1955. Т. III (Материалы и исследования по археологии СССР. № 44). С. 116–213.
- О начальном периоде истории города Вологды // Краткие сообщения Института археологии (КСИА). — Вып. 81. — М., 1960. — С. 31-37.
- Древняя Вологда по археологическим данным // Сборник по археологии Вологодской области. — Вологда, 1961. — С. 6-24.
- Раскопки Братской крепости // КСИА. Вып. 85. — М., 1961. — С. 118-126.
- Братский острог // Советская археология. — 1961. — № 2.
- Восстановление башен Братского острога // Советская археология. — 1961. — № 4.
- Белгородская крепость XVI-XVII вв. // Советская археология. — 1962. — № 3.
- Раскопки в Великом Устюге в 1959—1960 гг. // КСИА. Вып. 96. Исследования памятников средневековья. — М.: 1963. — С. 79-85.
- Крепость Халезец и Кич-городок // КСИА. Вып. 104. Средневековые памятники Восточной Европы. — М., 1965. — С. 139-144.
- Городище в г. Устюжне Вологодской области // КСИА. Вып. 110. Славяно-русские древности. — М., 1967. — С. 114-118.
- Раскопки в Вологодской области // Археологические открытия (АО), 1966. М., 1967. С. 13—14.
- Раскопки курганов в Вологодской области // АО, 1967. М.,1968. С. 16—17.
- Раскопки в Вологодской области // АО, 1969. М., 1970. С. 18-19.
- Раскопки в Вологодской области // АО, 1970. М., 1971. С. 21-22.
- Вологодская и Турчасовская экспедиции // АО, 1971. М., 1972. С. 38-39.
- Вологодская экспедиция // АО, 1972. М., 1973. С. 28.
- Археологические исследования в Вологодской области // Материалы по истории Европейского Севера. Северный археологический сборник. Вып. 3. Вологда, 1973. С. 439-441.
- Вологодская экспедиция // АО, 1973. М., 1974. С. 22-23.
- Городище и могильник у д. Крестцы // КСИА. Вып. 139. Славяно-русские древности. М., 1974. С. 100-105.
- Вологодская и Каргопольская экспедиции // АО, 1974. М., 1975. С. 27-28.